# Аспирационная пневмония
Аспирацио́нная пневмони́я (лат. aspirātiō — «вдыхание») — воспаление лёгких, возникающее при вдыхании или пассивном попадании в лёгкие различных веществ в массивном объёме, чаще всего в практике — рвотных масс. Воспаление возникает через специфические свойства субстанций, вызывающих сильные воспалительные реакции.
К аспирационной пневмонии часто приводит регургитация (затекание) желудочного содержимого в дыхательные пути при кардиопульмональной реанимации, шоке, нарушениях сознания (в том числе, алкогольной и героиновой интоксикации), при нарушении глотания в рамках различных неврологических заболеваний (бульбарный паралич, псевдобульбарный, миастения, постравматическая энцефалопатия, тяжело протекающие нейродегенеративные заболевания, ассоциированные с нарушением нервно мышечной проводимости, запущенные менингиты, миастении дисфагии), заболеваний пищевода (ГЭРБ, рак пищевода, грыжа пищеводного отверстия и диафрагмы), тяжело протекающие уремические энцефалопатии, диабетические полиневриты. Соляная кислота содержимого желудка с низким pH (<2,5) является очень агрессивной по отношению к эпителию дыхательных путей, вызывая химический пневмонит. Данный тип поражения приводит к спазму бронхов, ателектазам, бронхоэктазам, абсцессам, гангренам легких, буллюсу, альвеолиту, стридору, нарушая барьер слизистой и открывая «ворота» для инфекций. Отдельно выделяют синдром Мендельсона — аспирационную пневмонию, вызванную аспирацией желудочного содержимого у больных под наркозом. Данный синдром может осложниться отеком легких и сердечно-лёгочной недостаточностью.

## Лечение
Все случаи аспирационных процессов требуют неотложной медицинской помощи, в первых мероприятиях могут проводиться удары надбрюшной области (приём Геймлиха) для стимуляции кашлевого рефлекса. Могут (изредка) также быть использованы аналептики(кордиамин, сульфокамфорная кислота, сульфакамфокаин).
Часто показаны реанимационные мероприятия. По мере нарастания возможных осложнений реанимационные мероприятия осуществляются в пульмонологии, отоларингологии, в гнойно-септическом, либо в гангренозно-некротическом отделениях торакальной хирургии.
Важно также уточнить генез патологии, особенно при связях с неврологическими, нейродегенеративными и нейроинфекционными патологиями и процессами (в том числе и хроническими), при связях с судебной медициной, с травматологией, онкологией и токсикологией, при заболеваниях с нарушениями обмена.
В каждом из случаев лечение должно быть в комплексе с основной патологией, особенно в случае БАС, болезни Паркинсона, ботулизма, миастении, бешенства, столбняка, дифтерии, при энцефалопатиях, полинейропатиях и миопатиях уремического, диабетического, токсического (отравление ФОС, полиэтиленгликолем, двуокисью углерода, фенотиозинами, тетраэтилсвинцом) и посттравматического генеза, при арахноидитах и при установленных связях с нейроинфекциями.
Лечение должно подбираться строго индивидуально, в зависимости от первоначальной причины, в комплексе с основной патологией. Лечение в данных случаях должно быть направлено на устранение/коррекцию первопричины.
В качестве общих мер проводятся эндоскопические (чаще всего прямыми жёсткими ларингоскопами, или бронхоскопами, реже эзофагоскопами) санационные мероприятия (промывание-очищение), с подключенными аспираторами, направленные на быстрое диагностирование причины и её устранение, внутривенное, эндотрахеальное, эндобронхиальное и ингаляционное вливание бронхолитиков (аминофилин), муколитиков (ацетилцистеин, бромгексин), антибиотиков (сульфамиламиды, тетрациклины, пеницилины, линкозамиды, карбапенемы, нитрофураны, цифалоспорины), противомикробных средств (тинидазол, метронидазол, орнидазол, флагил), глюкокортикоидов (бекламетазон, бетаметазон), протеолитических ферментов (трипсин, химотрипсин, химопсин и др.), антигипоксантов (актовегин, убихинон, цитохром С, натрия оксибурат, карнитин), иногда (очень редко) и диуретиков (лазикс, маннитол, реоглюман [уточнить]), витаминов групп А, Е и B, метаболические средства, в некоторых случаях может проводиться также трахеостомия, торакотомия. Могут применяться системные антигипоксанты (цитохром, карбоксилаза, триметазидин, натрия оксибутират), а также адреномиметики (астмопент, беродуал).